# 迪士尼自然
迪士尼自然（英語：Disneynature），是華特迪士尼影業集團的獨立電影部門，負責製作自然紀錄片。該製作公司成立於2008年4月21日，總部位於法國巴黎。領導該部門的是兼任法國華特迪斯尼影業電影公司的高級副總裁兼總經理的迪士尼資深人士Jean-Francois Camilleri。
迪士尼自然的紀錄片預算通常在500萬至1,000萬美元之間，其分銷和營銷由華特迪士尼影業處理。該公司許多電影都於地球日發行。

## 成立背景
在迪士尼自然成立之前，迪士尼已有製作自然紀錄片的經驗。1948年到1969年，迪士尼製作的系列獲得多項奧斯卡獎 。除了電影製作外，位於奧蘭多的迪士尼動物王國亦為保育做出許多貢獻：照護頻臨絕種的海龜恢復健康、將白犀牛送回非洲、對哥倫比亞原產的絨頂檉柳猴進行普查。此外，自1995年成立以來，迪士尼野生動物保護基金已向110個國家的650個保護項目捐贈了1100多萬美元。
迪士尼決定在法國發行《小企鵝大長征》後重返久違的自然紀錄片市場。這部電影於2005年經由華納獨立影片公司在美國發行並以800萬美元的預算獲得幾乎是10倍的美國票房收入，同時在2006年獲得奧斯卡最佳紀錄片獎。法國博偉國際公司負責人Jean-Francois Camilleri為了法國市場而收購了該片。該公司還成功獲得法國版電影20％的所有權。然而，博偉電影公司最終在競爭電影的美國發行權時失敗了。迪士尼首席執行官鮑伯·艾格考慮到迪士尼過去的努力，認為《小企鵝大長征》「該是個全球性的迪士尼電影」，推動了迪士尼自然的成立。

## 外部連結
- 官方网站
- 迪士尼自然在網際網路電影資料庫 （IMDb）上的資料 （页面存档备份，存于）